# Barés
El barés (barése en aquesta llengua) és la varietat parlada llengua romanç a la ciutat de Bari, i en general a la part central de la Pulla i Basilicata, de 2.102.023 la gent és així, caracteritzada per canvis notables en els accents també entre els barris de la ciutat. És un llenguatge desenvolupat gradualment sobre la base d'un modificador de llatí vulgar gradualment al llarg del temps gràcies a les aportacions lingüístiques rebudes de les poblacions estrangeres que habitaven en l'àrea geogràfica afectada: sueus, catalans, francesos, àrabs i grecs, que han ajudat a caracteritzar la incomprensible d'inflexió per a molts, especialment en relació amb el nivell dels fonemes de l'anàlisi lingüística.